# Василівка (Олександрійський район)
Васи́лівка (в минулому — Секретарівка) — село в Україні, в Онуфріївській селищній громаді Олександрійського району Кіровоградської області. Населення становить 594 осіб. Колишній центр Василівської сільської ради.

## Історія
Село Василівка (Секретарівка) засноване орієнтовно у 1760-х рр. секретарем Кременчуцької губернської канцелярії у 1767—1771 рр. поручиком (пізніше капітаном) Василем Борисовичем Касіновим.
Станом на 1886 рік у селі, центрі Василівської волості Олександрійського повіту Херсонської губернії, мешкало 1682 особи, налічувалось 365 дворових господарств, існували православна церква, винокуренний завод, винний склад.

## Населення
Згідно з переписом УРСР 1989 року чисельність наявного населення села становила 844 особи, з яких 354 чоловіки та 490 жінок.
За переписом населення України 2001 року в селі мешкала 841 особа.

### Мова
Розподіл населення за рідною мовою за даними перепису 2001 року:
| Мова       | Чисельність | Відсоток |
| ---------- | ----------- | -------- |
| українська | 819         | 97,38%   |
| російська  | 21          | 2,50%    |
| румунська  | 1           | 0,12%    |
| Усього     | 841         | 100%     |

## Відомі люди
В селі 1918 року народився знаний український педагог Василь Олександрович Сухомлинський (1918—1970).
В селі народився, жив і працював Герой Радянського Союзу Микола Савелійович Онопа (1913—1962).
В селі народився і виріс Микола Родіонович Ложченко — генеральний директор Челябінського тракторного заводу, депутат Верховної Ради СРСР.
Уродженець Василівки Іларіон Мусійович Кравченко — радянський партійний діяч, депутат Верховної Ради УРСР 7-го скликання, кандидат сільськогосподарських наук.